# L'Aurore (Bouguereau)
Pour les articles homonymes, voir L'Aurore.
L'Aurore est un tableau réalisé par le peintre français William Bouguereau en 1881. Elle fut exposée au Salon de Paris de 1881 et appartient désormais à la collection du Birmingham Museum of Art à Birmingham, dans l'État américain de l'Alabama. Cette huile sur toile allégorique est exécutée dans le style académique de l'artiste. Elle représente l'aurore sous les traits d'une femme nue se jouant d'un voile blanc alors qu'elle hume le parfum d'un lys.
Au début des années 1880, Bouguereau réalise une série de quatre œuvres représentant les différentes phases de la journée, dans l'ordre chronologique suivant : L'Aurore (1881), Le Crépuscule (1882), La Nuit (1883) et Le Jour (1884).

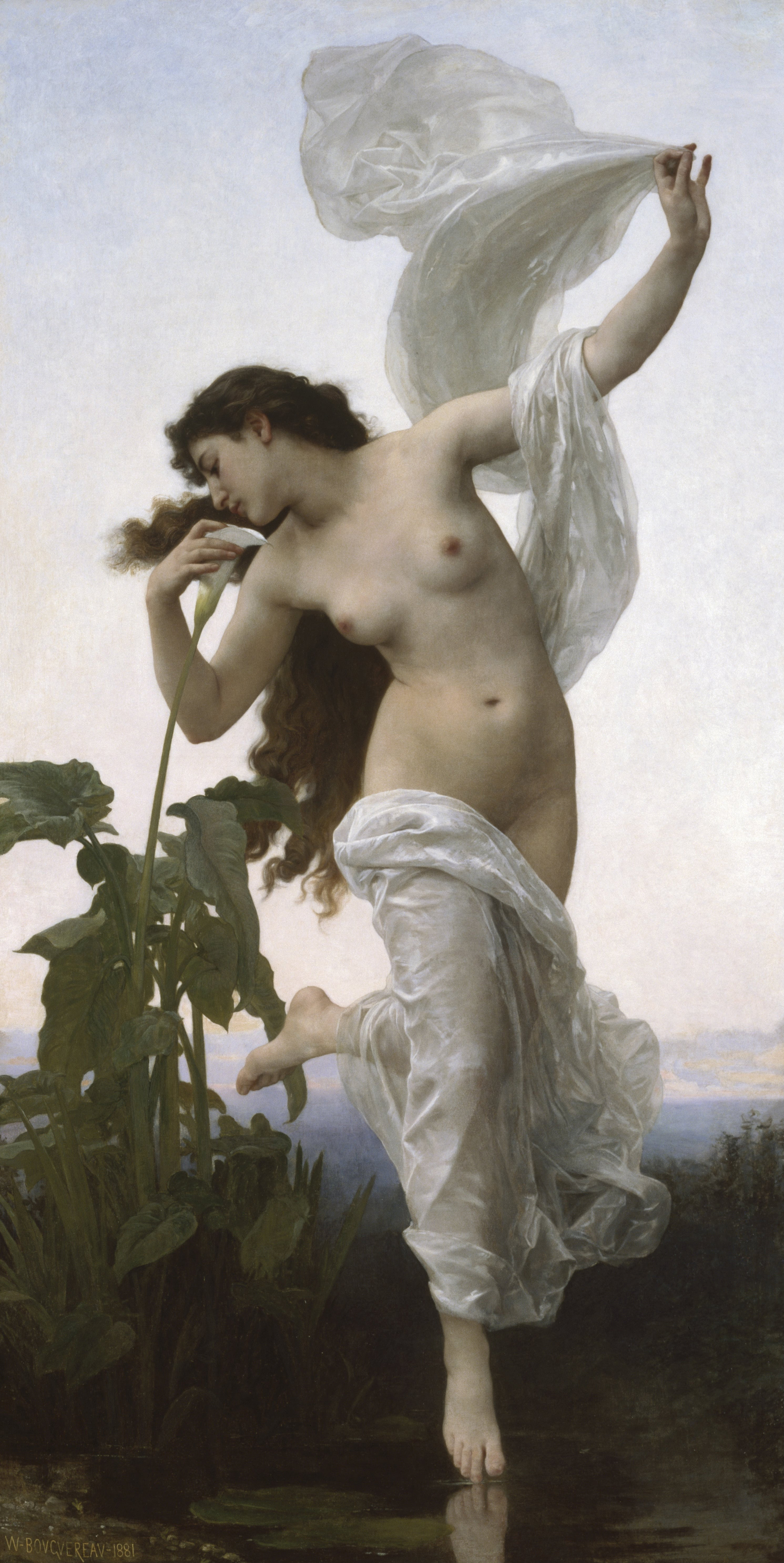
L'Aurore (1881)
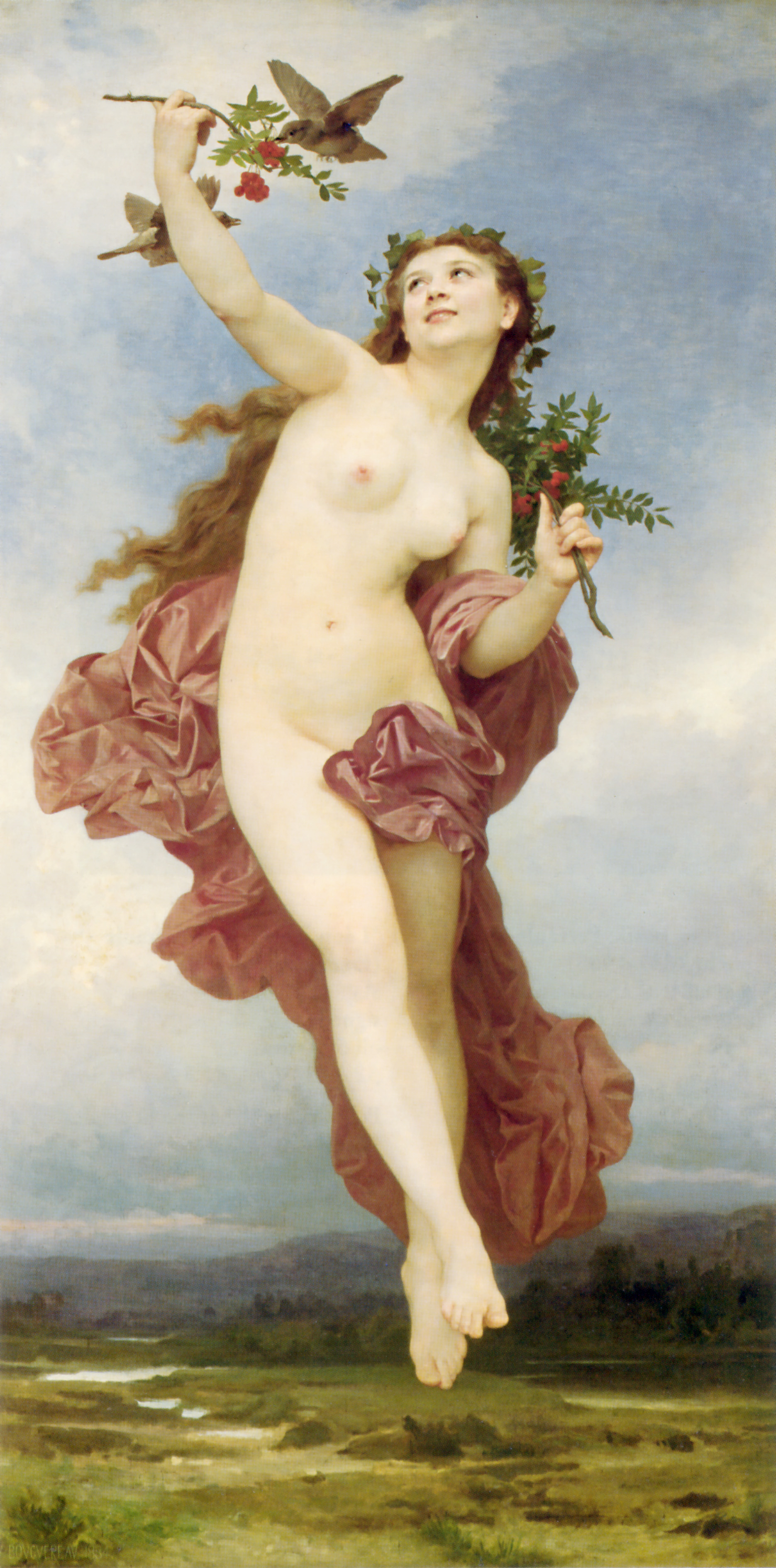
Le Jour (1884)
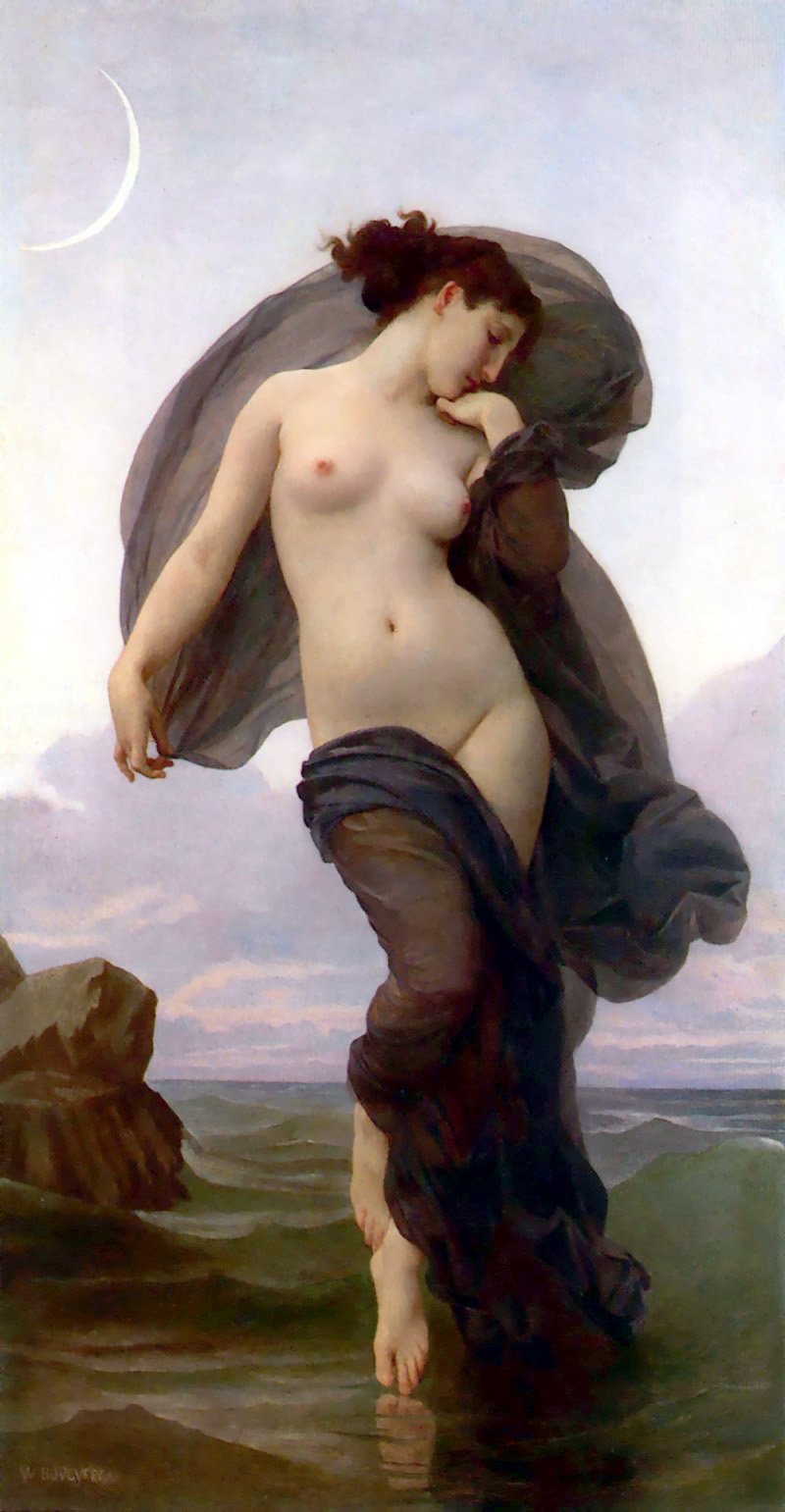
Le Crépuscule (1882)
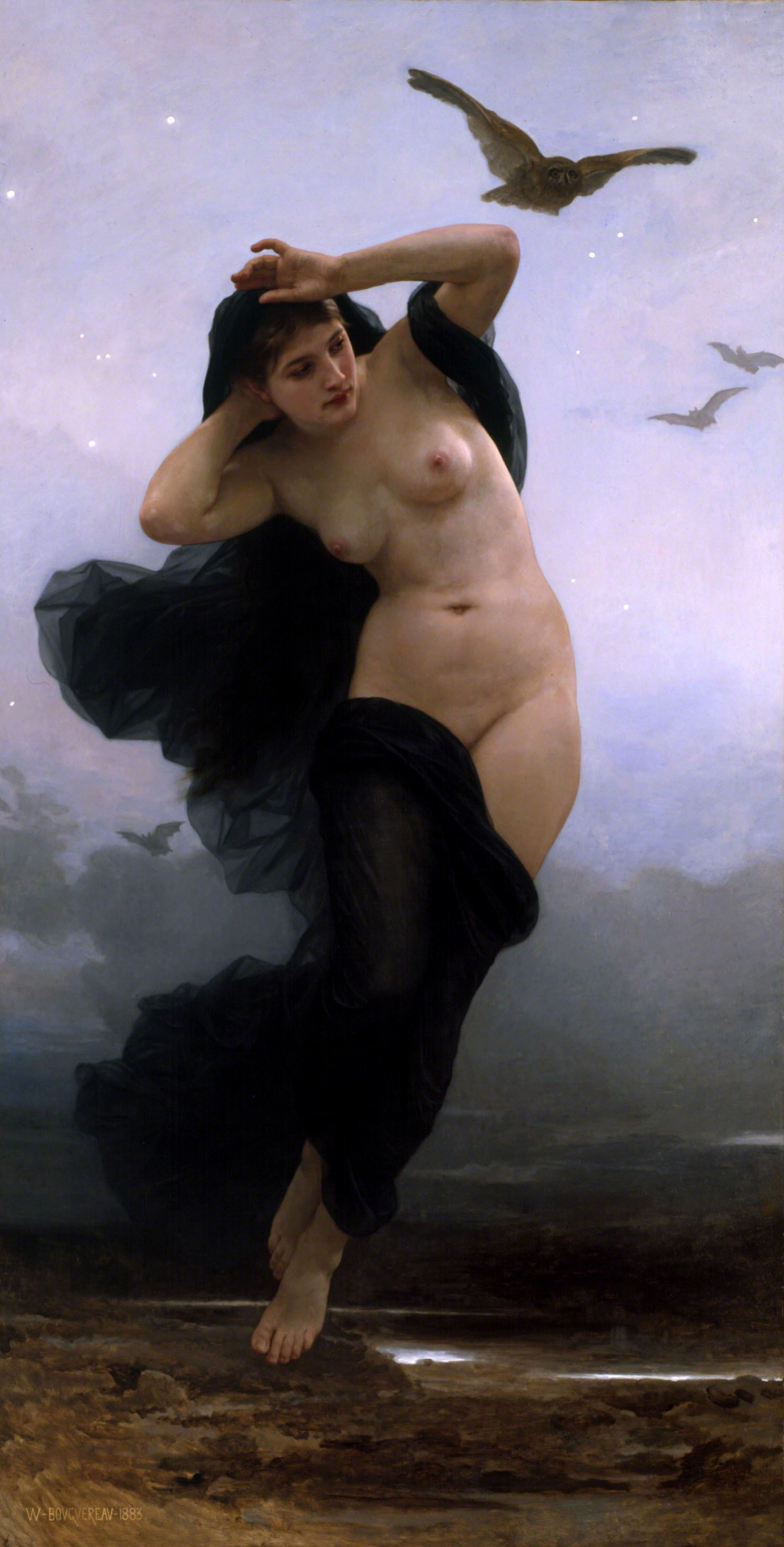
La Nuit (1883)